# BYD Qin
Der BYD Qin (chinesisch 秦) ist eine Limousine des chinesischen Automobilherstellers BYD Auto, einer Tochtergesellschaft des BYD-Konzerns. Das Fahrzeug wurde 2012 als Plug-in-Hybrid-Konzeptfahrzeug auf der Beijing Auto Show (ursprünglich) unter der Bezeichnung BYD Chin erstmals öffentlich gezeigt und im April 2013 auf der Auto Shanghai näher in der Serienversion vorgestellt. Seit Frühjahr 2016 wird das Fahrzeug auch als Elektroauto gebaut. Das Modell ist nach der Qin-Dynastie benannt, einem der wichtigsten Abschnitte der chinesischen Geschichte.

## 1. Generation (2013–2022)

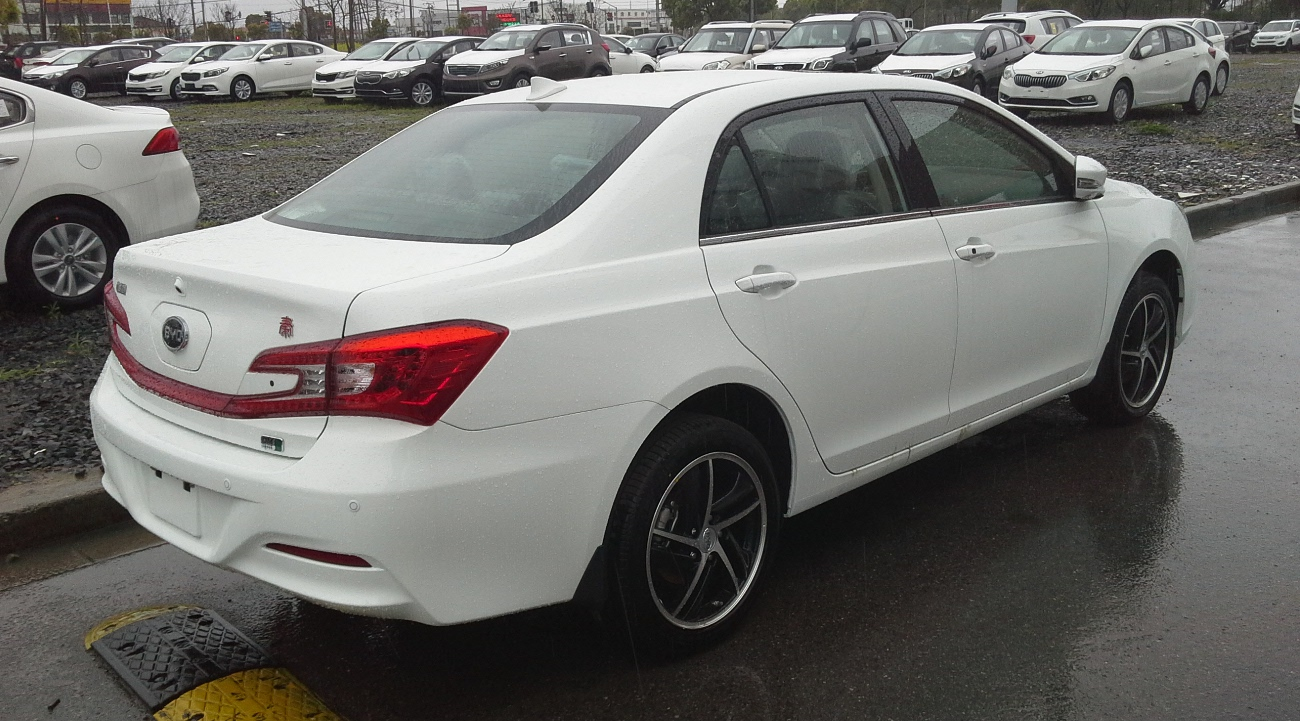
Heckansicht

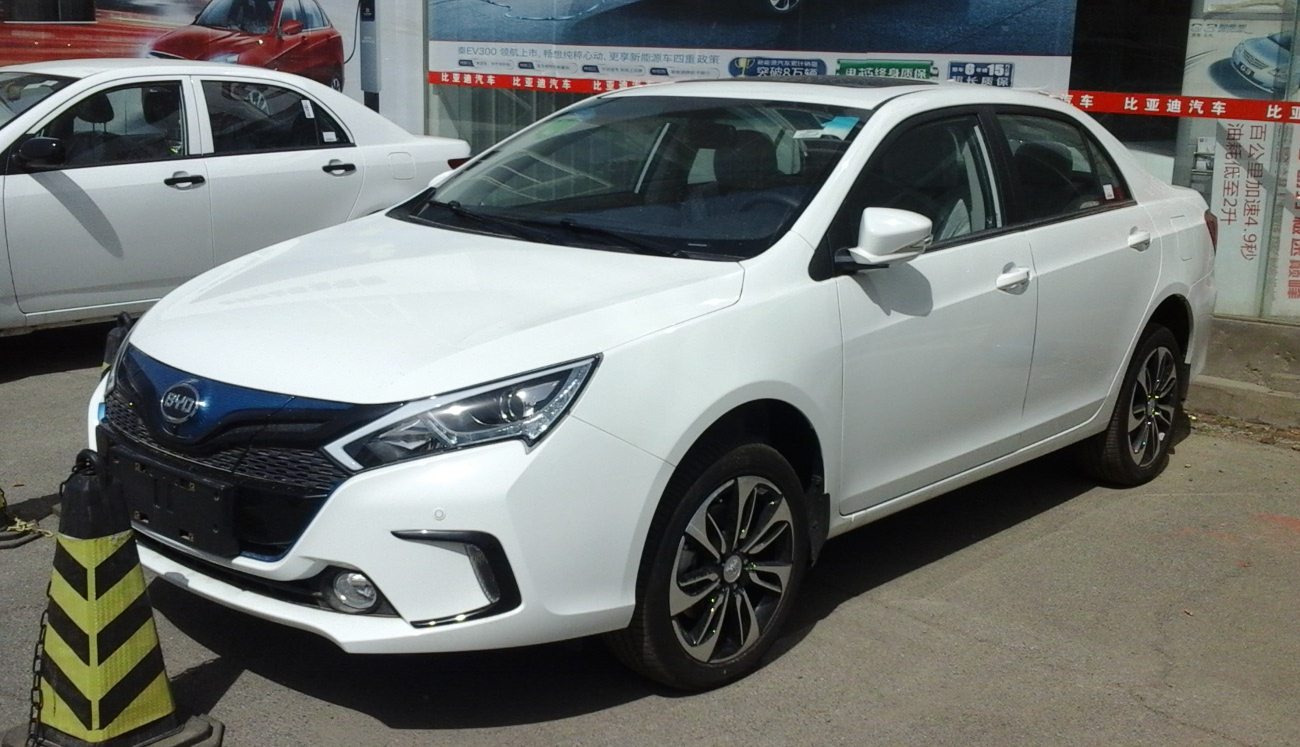
BYD Qin EV 300 (2016–2022)

### Markteinführung
Der BYD Qin ist das Nachfolgemodell für den BYD F3DM, der in China keinen Markterfolg hatte und dessen Produktion eingestellt wurde. Eine zunächst für Mitte 2013 geplante Markteinführung wurde vom Unternehmen bis Dezember verschoben, bis die chinesische Regierung die angekündigten Steuerermäßigungen und weitere Subventionen für umweltfreundliche Fahrzeuge veröffentlichte.
In den ersten Wochen des Jahres 2014 konnte BYD bereits 6000 Qin verkaufen. Bis Februar 2015 konnten rund 18.700 Fahrzeuge vermarktet werden; erklärtes Ziel ist der Absatz von 2000 Fahrzeugen monatlich.
Im Gegensatz zu anderen Herstellern, die bei der Werbung für Hybridfahrzeuge eher umwelt- und klimafreundliche Aspekte betonen, setzt BYD für die Vermarktung auch Vergleichende Werbung ein. Dabei werden Geschwindigkeit und die durch die Motorenkombination mögliche Beschleunigung hervorgehoben.
Das Fahrzeug wird auch in Lateinamerika vermarktet.

### Staatliche Subvention
Chinesische Großstädte sind mit erheblicher Luftverschmutzung belastet, die in erheblichem Umfang durch die wachsende Motorisierung mitverursacht wird. Die Regierung hat daher umfangreiche Modernisierungskampagnen eingeleitet, mit dem Ziel die überwiegend mit herkömmlichen Verbrennungsmotoren angetriebenen Fahrzeuge zunehmend durch umweltfreundlichere Automobile zu ersetzen. Die Zentralregierung gewährt beim Kauf eines Hybridfahrzeuges vom Typ BYD Qin (Verkaufspreis: 189.800 RMB, ca. 24.000 Euro) eine staatliche Prämie in Höhe von rund 35.000 RMB (ca. 4600 Euro). Darüber hinaus gewähren mehrere Provinzen weitere Förderungen.

### Technische Daten
Der Qin verfügt über einen Elektromotor (110 kW) und einen 1,5 Liter Turbo-Ottomotor (113 kW/154 PS), die zusammen eine Beschleunigung von 5,9 Sekunden von 0 auf 100 km/h ermöglichen. Der Hersteller wirbt damit, dass dies das derzeit schnellste Serien-Hybridfahrzeug auf dem Markt sei, was aber nicht belegt ist.
Die LiFePo4-Akkumulatoren sind eine Eigenentwicklung des Mutterkonzerns BYD, einem der weltgrößten Hersteller wieder aufladbarer Akkus. Diese recyclingfähige Hochenergiezelle (13 kWh) gilt als sicher (kein Thermisches Durchgehen) und als umweltfreundlich (keine Schwermetalle oder toxische Elektrolyte).
Laut Herstellerangaben reicht die gespeicherte Energie, um mit dem Fahrzeug 70 km ohne Aufladen (und ohne jegliche Nutzung des Benzinmotors) zurückzulegen. Die Akkumulatoren sollen bei täglichem Leerfahren und Laden mindestens 10 Jahre halten.
Die Elektroversion wird von einem 160 kW starken Elektromotor angetrieben, der den Qin EV 300 in 7,9 Sekunden auf 100 km/h beschleunigt. Die Höchstgeschwindigkeit gibt BYD mit 150 km/h, die elektrische Reichweite mit 350 km an.
| Kenngrößen                                  | Hybrid                       | EV 300          |
| ------------------------------------------- | ---------------------------- | --------------- |
| Bauzeitraum                                 | 12/2013–08/2022              | 03/2016–11/2019 |
| Motorkenndaten                              |                              |                 |
| Motorart                                    | Ottomotor + Elektromotor     | Elektromotor    |
| Motorbauart                                 | R4 + Elektromotor            | Elektromotor    |
| Hubraum                                     | 1497 cm³                     | —               |
| max. Leistung                               | 113 kW (154 PS) bei 5200/min | —               |
| max. Leistung E-Motor                       | 110 kW (150 PS)              | 160 kW (218 PS) |
| Leistung Gesamtsystem                       | 217 kW (295 PS)              | —               |
| max. Drehmoment                             | 240 Nm bei 1750–3500/min     | —               |
| max. Drehmoment E-Motor                     | 250 Nm                       | 310 Nm          |
| Drehmoment Gesamtsystem                     | 479 Nm                       | —               |
| Messwerte                                   |                              |                 |
| Höchstgeschwindigkeit                       | 185 km/h                     | 150 km/h        |
| Beschleunigung, 0–100 km/h                  | 5,9 s                        | 7,9 s           |
| Kraftstoffverbrauch auf 100 km (kombiniert) | 1,6 l Super                  | —               |
| Tankinhalt                                  | 50 l                         | —               |

## 2. Generation (seit 2018)
Die zweite Generation des BYD Qin wurde auf der Beijing Auto Show im April 2018 vorgestellt. Da die alte Generation zunächst weiter angeboten wurde, erhält der neue Qin den Namenszusatz Pro. Der Qin Pro ist das erste BYD-Fahrzeug, das von dem neuen Chefdesigner Wolfgang Egger gestaltet wurde. Antriebsseitig kommt wieder der Plug-in-Hybridantrieb aus dem Vorgängermodell zum Einsatz, die Systemleistung steigt jedoch auf 224 kW (304 PS). Später wurde auch wieder eine Elektroversion eingeführt. Außerdem ist das Fahrzeug auch ohne elektrifizierten Antrieb erhältlich.
Seit Januar 2021 ist der Qin mit einem überarbeiteten Plug-in-Hybrid-System auch als Plus erhältlich. Er hat nun einen Lithium-Eisenphosphat-Akkumulator (Blade-Batterie) in zwei Größen. Die Gesamtreichweite soll über 1000 km betragen. Eine entsprechende Elektroversion wird seit April 2021 verkauft.

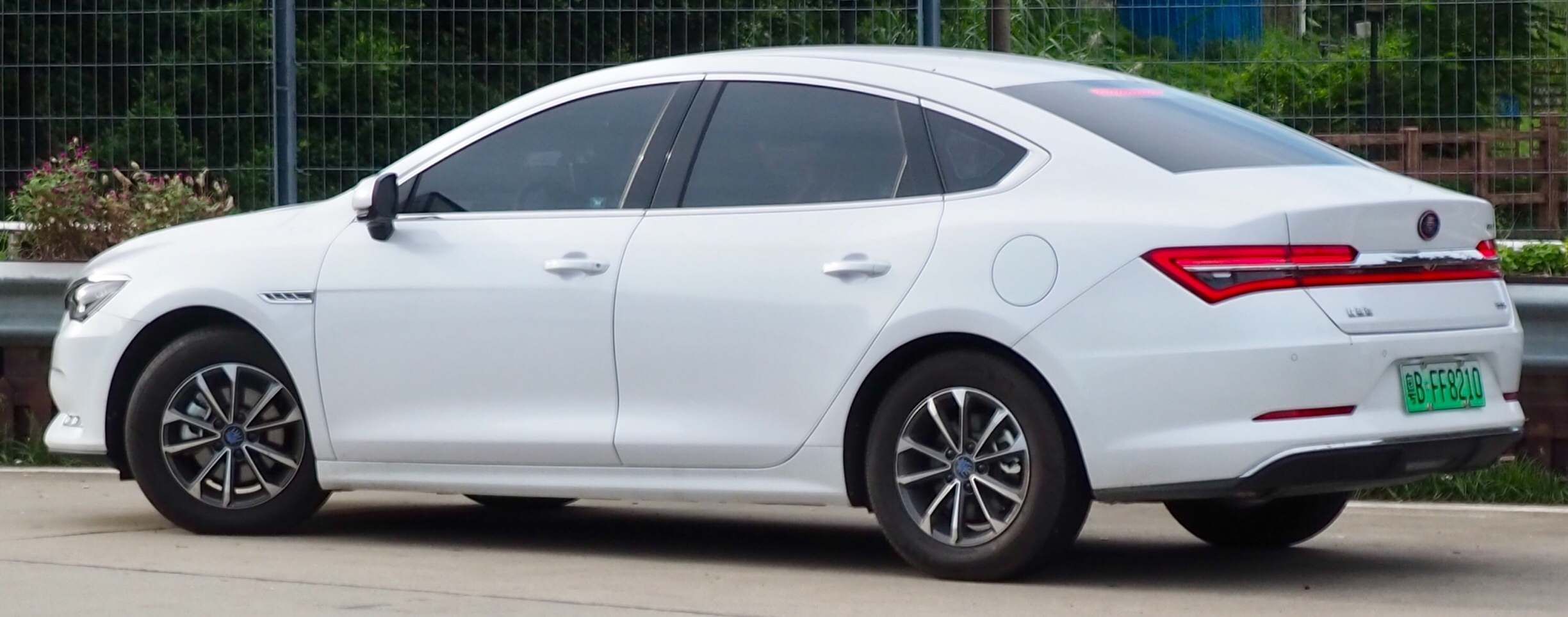
Heckansicht
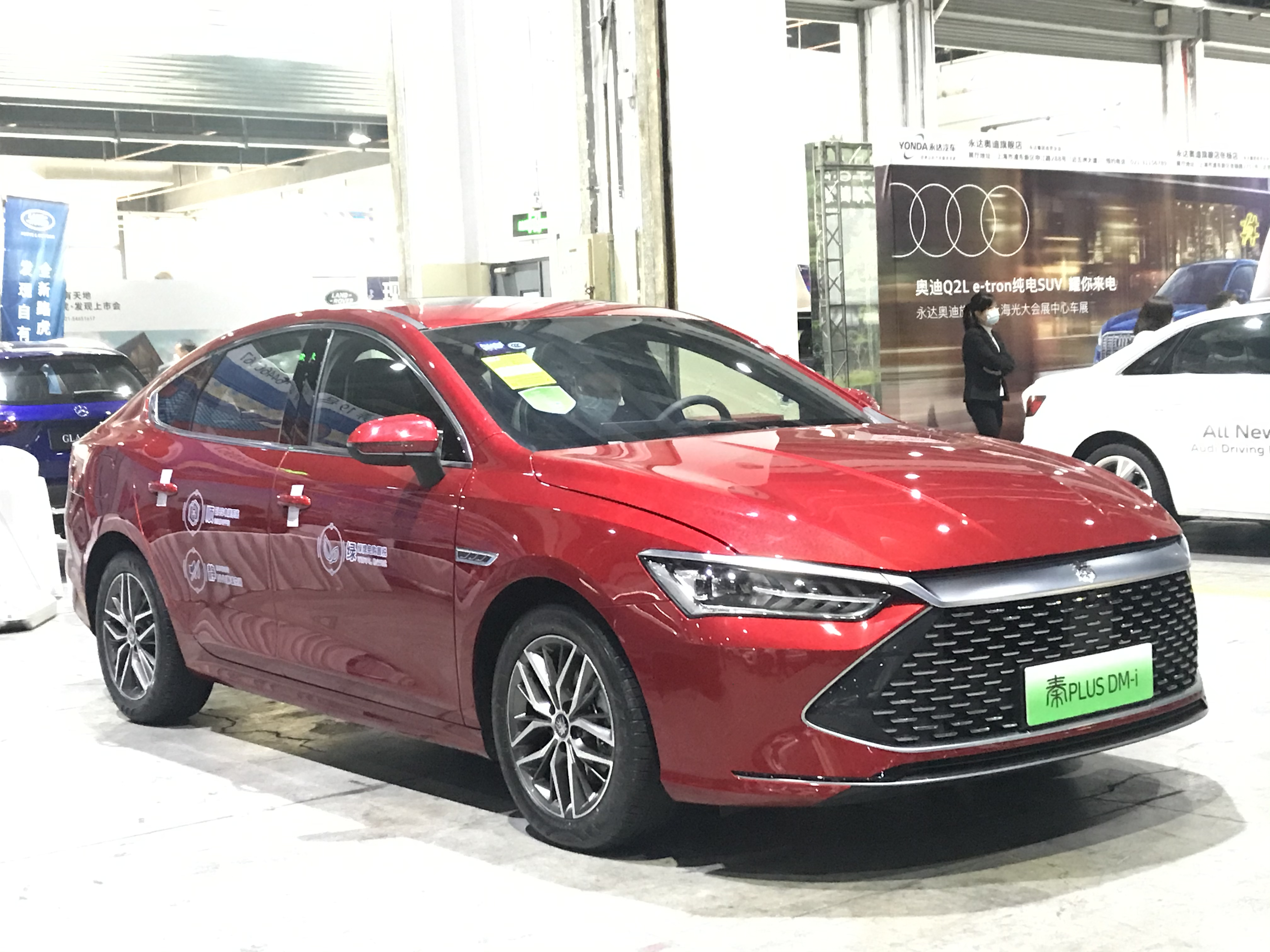
BYD Qin Plus (seit 2021)

### Technische Daten
| Kenngrößen                                  | Qin Pro 1.5                 | Qin Pro 1.5TI                | Qin Pro 1.5TI                | Qin Pro DM                   | Qin Pro DM                   | Qin Plus DM-i               | Qin Plus DM-i               | Qin Pro EV500   | Qin Pro EV500                                          | Qin Pro EV650   | Qin Plus EV     | Qin Plus EV     | Qin Plus EV     |
| ------------------------------------------- | --------------------------- | ---------------------------- | ---------------------------- | ---------------------------- | ---------------------------- | --------------------------- | --------------------------- | --------------- | ------------------------------------------------------ | --------------- | --------------- | --------------- | --------------- |
| Bauzeitraum                                 | 09/2018–03/2019             | 09/2018–05/2020              | 03/2019–03/2022              | 09/2018–05/2020              | 03/2019–08/2022              | seit 01/2021                | seit 01/2021                | 05/2019–08/2022 | 11/2018–08/2022                                        | 05/2019–08/2022 | seit 04/2021    | 04/2021–04/2023 | seit 04/2023    |
| Motorkenndaten                              |                             |                              |                              |                              |                              |                             |                             |                 |                                                        |                 |                 |                 |                 |
| Motortyp                                    | R4-Ottomotor                | R4-Ottomotor                 | R4-Ottomotor                 | R4-Ottomotor + Elektromotor  | R4-Ottomotor + Elektromotor  | R4-Ottomotor + Elektromotor | R4-Ottomotor + Elektromotor | Elektromotor    | Elektromotor                                           | Elektromotor    | Elektromotor    | Elektromotor    | Elektromotor    |
| Hubraum                                     | 1497 cm³                    | 1497 cm³                     | 1497 cm³                     | 1497 cm³                     | 1497 cm³                     | 1498 cm³                    | 1498 cm³                    | —               | —                                                      | —               | —               | —               | —               |
| max. Leistung Verbrennungsmotor             | 80 kW (109 PS) bei 5800/min | 113 kW (154 PS) bei 5200/min | 118 kW (160 PS) bei 5200/min | 113 kW (154 PS) bei 5200/min | 118 kW (160 PS) bei 5200/min | 81 kW (110 PS) bei 6000/min | 81 kW (110 PS) bei 6000/min | —               | —                                                      | —               | —               | —               | —               |
| max. Leistung E-Motor                       | —                           | —                            | —                            | 110 kW (150 PS)              | 110 kW (150 PS)              | 132 kW (180 PS)             | 145 kW (197 PS)             | 100 kW (136 PS) | 120 kW (163 PS)                                        | 135 kW (184 PS) | 100 kW (136 PS) | 135 kW (184 PS) | 150 kW (204 PS) |
| Leistung Gesamtsystem                       | —                           | —                            | —                            | 224 kW (304 PS)              | 228 kW (310 PS)              | 132 kW (180 PS)             | 145 kW (197 PS)             | —               | —                                                      | —               | —               | —               | —               |
| max. Drehmoment Verbrennungsmotor           | 145 Nm bei 4800/min         | 240 Nm bei 1750–3500/min     | 245 Nm bei 1600–4000/min     | 240 Nm bei 1750–3500/min     | 245 Nm bei 1600–4000/min     | 135 Nm bei 4500/min         | 135 Nm bei 4500/min         | —               | —                                                      | —               | —               | —               | —               |
| max. Drehmoment E-Motor                     | —                           | —                            | —                            | 250 Nm                       | 250 Nm                       | 316 Nm                      | 325 Nm                      | 180 Nm          | 280 Nm                                                 | 280 Nm          | 180 Nm          | 280 Nm          | 250 Nm          |
| Drehmoment Gesamtsystem                     | —                           | —                            | —                            | 490 Nm                       | 495 Nm                       | 451 Nm                      | 460 Nm                      | —               | —                                                      | —               | —               | —               | —               |
| Antriebsbatterie                            |                             |                              |                              |                              |                              |                             |                             |                 |                                                        |                 |                 |                 |                 |
| Energieinhalt                               | —                           | —                            | —                            | ?                            | ?                            | 8,3 kWh                     | 18,3 kWh                    | 53,1 kWh        | 58 kWh (=56,4 kWh netto plus 1,6 kWh Notlauf- reserve) | 69,5 kWh        | 47,5–57,0 kWh   | 71,7 kWh        | 72,0 kWh        |
| Messwerte                                   |                             |                              |                              |                              |                              |                             |                             |                 |                                                        |                 |                 |                 |                 |
| Höchstgeschwindigkeit                       |                             |                              |                              | 200 km/h                     | 200 km/h                     | 185 km/h                    | 185 km/h                    | 130 km/h        | 150 km/h                                               | 150 km/h        | 130 km/h        | 150 km/h        | 150 km/h        |
| Beschleunigung, 0–100 km/h                  |                             | 8,6 s                        |                              | 5,9 s                        | 5,9 s                        | 7,9 s                       | 7,3 s                       |                 | 8,9 s                                                  |                 |                 | 9,0 s           |                 |
| Kraftstoffverbrauch auf 100 km (kombiniert) |                             | 6,9 l Super                  | 6,4 l Super                  | 1,0 l Super                  | 1,4 l Super                  | 3,8 l Super                 | 3,8 l Super                 | —               | —                                                      | —               | —               | —               | —               |

## Verkaufszahlen
2023 wurde der BYD Qin Plus weltweit 456.306 mal verkauft, davon 126.469 Einheiten mit batterieelektrischem Antrieb.
|  |

|  |

|  |

|  |

|  |

|  |

|  |

|  |

|  |

|  |

|  |

|  |

|  |

|  |

|  |

|  |

|  |

|  |

|  |

|  |

|  |

|  |

|  |

|  |

|  |

|  |

|  |

|  |

|  |

|  |

|  |

|  |

|  |

|  |

|  |

|  |

|  |

|  |

|  |

|  |

|  |

|  |

|  |

|  |

|  |

|  |

|  |

|  |

|  | PHEV (645.073) |

|  | PHEV (645.073) |

|  | Elektro (126.469) |

|  | Elektro (126.469) |